# Eremogryllodes richerti
Eremogryllodes richerti is een rechtvleugelig insect uit de familie mierenkrekels (Myrmecophilidae). De wetenschappelijke naam van deze soort is voor het eerst geldig gepubliceerd in 1959 door Lucien Chopard.